# Armação dos Búzios
Armação dos Búzios ou Búzios est une ville de l'État de Rio de Janeiro au Brésil, située à 169 km de la ville de Rio de Janeiro. Búzios est actuellement la 5e destination touristique au Brésil. En 2013, sa population comptait 30 000 habitants, dont une grande communauté internationale où plusieurs nationalités sont représentées.
C'est une péninsule longue de huit kilomètres et compte 23 plages, recevant les courants marins de l'équateur d'un côté et les courants marins du pôle Sud de l'autre, ce qui signifie qu'elle possède des plages aux eaux chaudes et froides. Parmi les principales plages, se distinguent Geribá, Tucuns, João Fernandes, Ferradura, Ferradurinha, Marina, Armação, Manguinhos, Tartaruga, Ossos, Brava et Olho-de-Boi, cette dernière réservée à la pratique du naturisme.

## Histoire
Cet ancien petit port de pêche est devenu un haut lieu touristique de par ses plages et son cadre prestigieux. Buzios reçoit des courants maritimes provenant de l'équateur d'un côté et du pôle sud de l'autre, ce qui fait qu'elle propose des plages aussi bien avec des eaux tièdes qu'avec des eaux plus fraîches. Parmi les plages principales se détachent Geribá avec 1,7 km de sable blanc et fin très recherchée par les Cariocas (habitants de Rio), João Fernandes, Ferradura (en forme de fer à cheval d'où son nom), Ferradurinha, Rasa, Manguinhos, Tartaruga, Brava et Olho-de-Boi réservée à la pratique du naturisme. Ossos (ancien port de baleine centre historique de fondation de la colonie de pêcheurs).
La péninsule a été popularisée par l'actrice française Brigitte Bardot dans les années 1960. Une statue à son effigie est d'ailleurs érigée au bord d'une promenade qui va de la rue principale, la Rua das Pedras à la plage d'Ossos. Cette promenade porte le nom de "Orla Bardot".
Un des centres balnéaires les plus connus du Brésil, Armação dos Búzios, est une péninsule de 8 km de long, encerclée d'îles, comptant plus de 20 plages de tous les styles. C'est à cet endroit que toute la jet set du Brésil se retrouve pour faire la fête… C'est le Saint-Tropez du Brésil où vit d'ailleurs une assez nombreuse colonie française attirée par la sécurité, la beauté du site et la qualité de vie.
Elle qui fut une petite cité de pêcheur est désormais un endroit enchanteur, où la majorité des établissements sont des ateliers d'artistes, des pousadas ou hôtels-boutique, de très nombreux magasins, des cafés sophistiqués, ou encore des restaurants plus traditionnels, à l'intérieur desquels on trouvera le portrait de la muse de Buzios, Brigitte Bardot, qui après y avoir séjourné durant les années 1960, attira sur la cité l'attention des artistes et des touristes du monde entier.

## Images

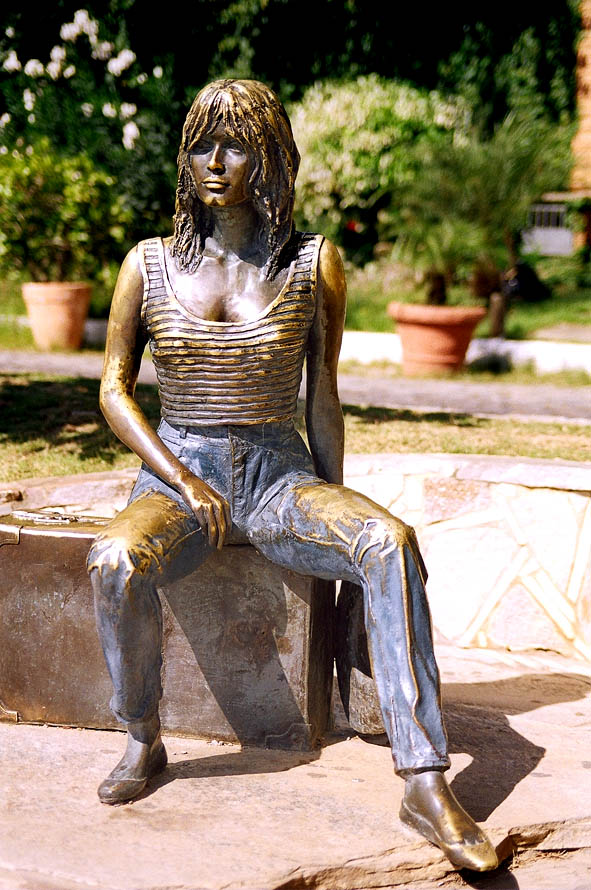
Statue de Brigitte Bardot érigée à Búzios.
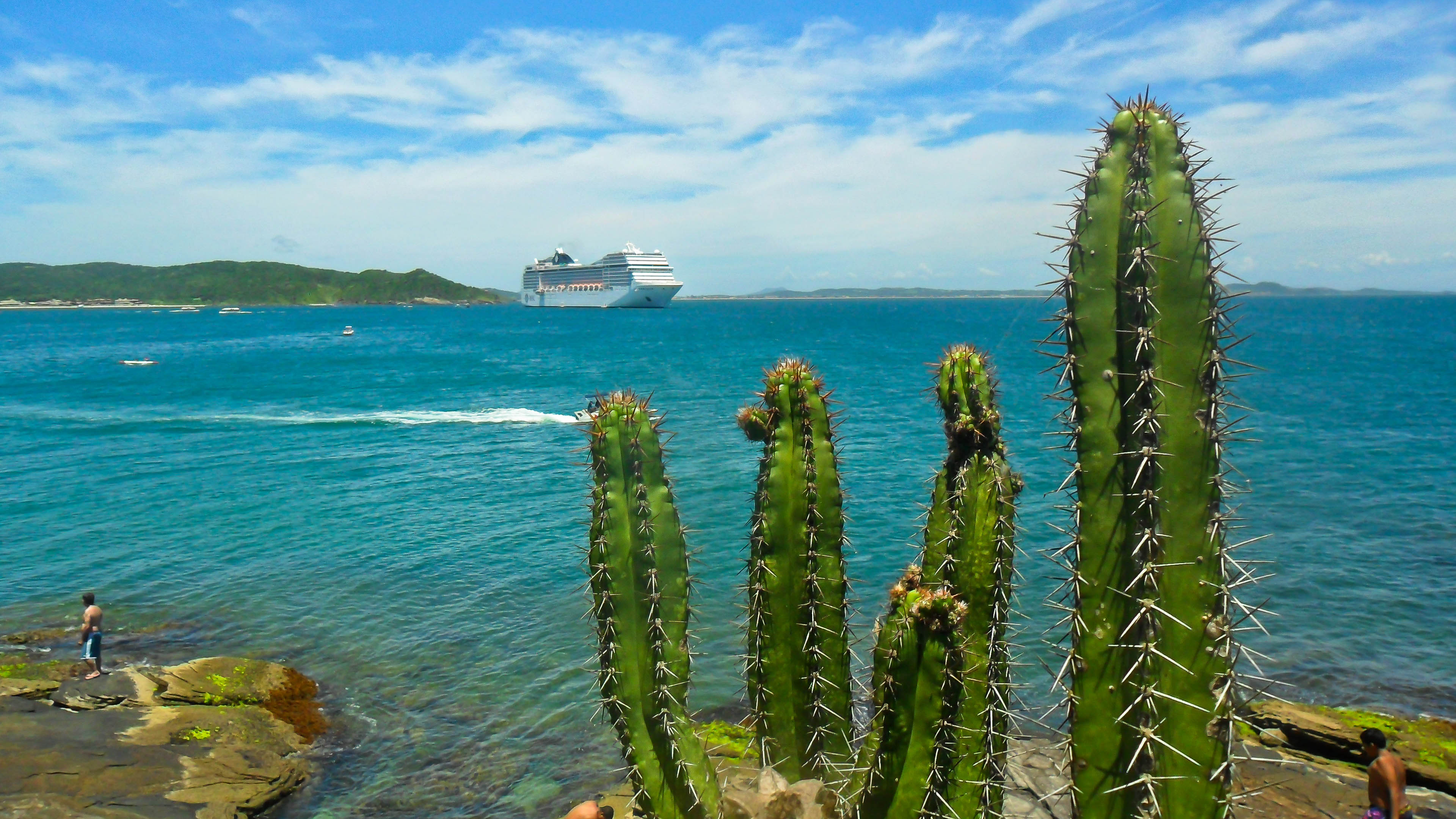
Búzios.
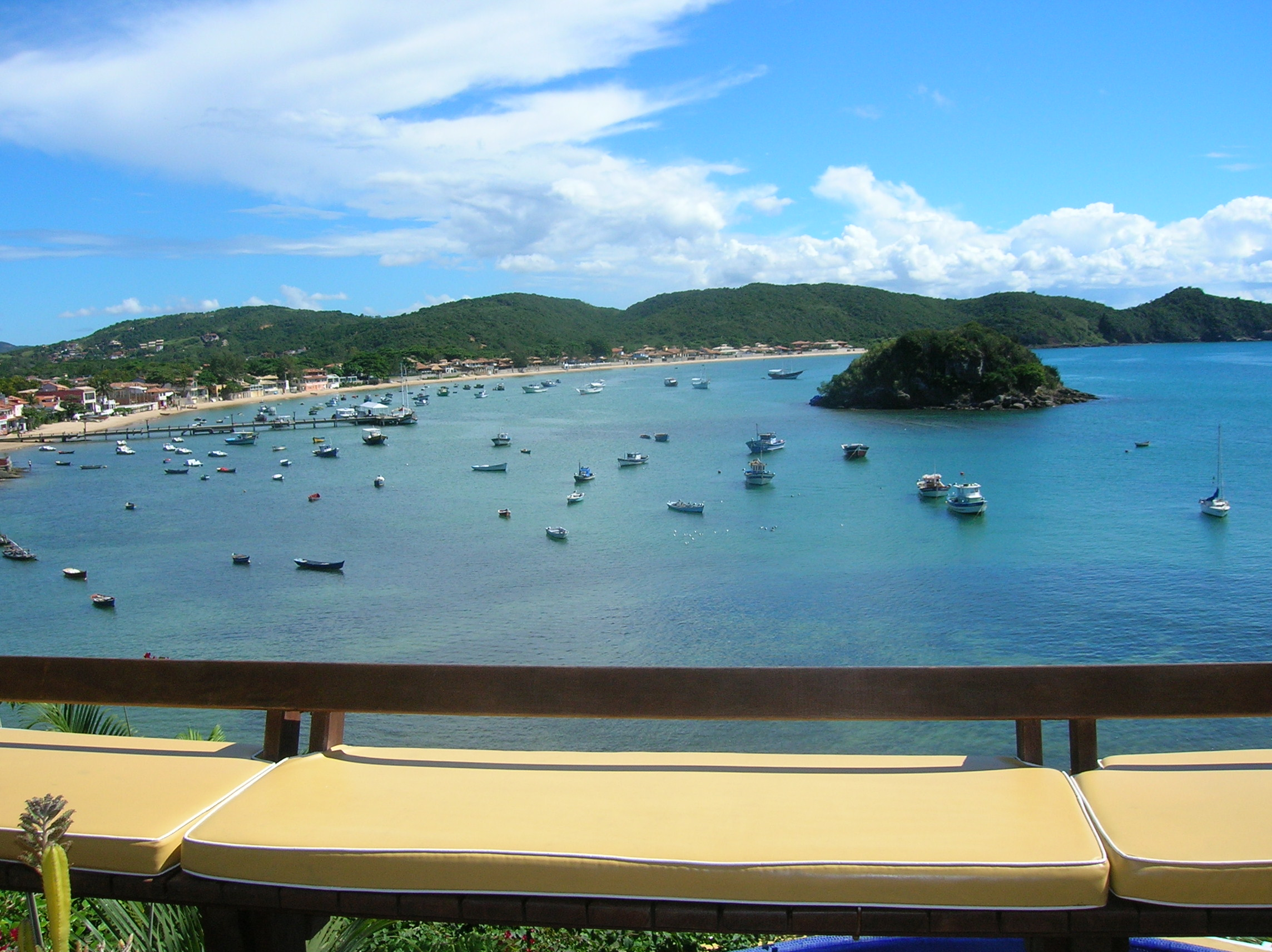
Plage du Centre

## Maires
| Période | Période | Identité      | Étiquette | Qualité |
| ------- | ------- | ------------- | --------- | ------- |
| 2013    | 2016    | André Granado | PSC       |         |